# Anne-Marie Duff
Anne-Marie Duff (Southall, Londres; 8 de octubre de 1970) es una actriz británica, conocida por interpretar a Elizabeth I en la miniserie The Virgin Queen.

## Biografía
Es hija de Brendan Duff y Mary Doherty-Duff, tiene un hermano. Anne-Marie estudió en el "The Drama Centre" en Londres.
El 11 de noviembre de 2006 se casó con el actor James McAvoy, la pareja tuvo un hijo, Brendan Duff McAvoy, el 26 de febrero de 2010. El 13 de mayo de 2016 se anunció que la pareja se había separado después de casi 10 años de matrimonio.
En 1999 se unió al elenco de la miniserie Aristocrats donde dio vida a la noble Lady Louisa Lennox, una de las famosas hermanas Lennox. En 2002 apareció en la serie Wild West donde interpretó a Holly, la dueña de centro local de brujería. En 2003 se unió al elenco de la miniserie Charles II: The Power & the Passion donde dio vida a Henrietta de Inglaterra. En 2004 fue parte del elenco principal de la primera temporada de la serie británica Shameless donde interpretó a Fiona Gallagher-McBride, hasta la segunda temporada durante el 2005. Anne Marie interpretó nuevamente a Fiona durante un episodio de la undécima temporada en el 2013. En 2006 obtuvo el papel principal de la miniserie The Virgin Queen donde dio vida a la reina de Inglaterra Elizabeth I.
En 2015 se unió al elenco de la serie From Darkness donde interpretó a la oficial de policía Claire Church, hasta el final de la serie ese mismo año.
En 2016 apareció en la miniserie Murder donde interpretó a Mirella Goss, una detective inspectora de la policía que comienza a investigar el caso de la desaparición de Arla Beckman.

## Filmografía

### Series de televisión
| Año               | Título                              | Personaje               | Notas                                   |
| ----------------- | ----------------------------------- | ----------------------- | --------------------------------------- |
| 2020              | Sex Education para Netflix          | Erin (madre de Maeve)   | 2 temporada                             |
| 2019              | His Dark Materials                  | Maggie «Ma» Costa       | 1 temporada                             |
| 2017 - presente   | Watership Down                      | Hyzenthlay              | 3 episodios - miniserie                 |
| 2016              | Murder                              | Det. Insp. Mirella Goss | episodio "The Lost Weekend" - miniserie |
| 2015              | From Darkness                       | PC. Claire Church       | 4 episodios                             |
| 2004 - 2005, 2013 | Shameless                           | Fiona Gallagher         | 19 episodios                            |
| 2012              | Parade's End                        | Edith Duchemin          | 4 episodios - miniserie                 |
| 2012              | Accused                             | Mo Murray               | episodio "Mo and Sue's Story"           |
| 2006              | The Virgin Queen                    | Elizabeth I             | 4 episodios - miniserie                 |
| 2003              | Charles II: The Power & the Passion | Minette                 | episodio # 1.3 - miniserie              |
| 2002              | Doctor Zhivago                      | Olya Demina             | 2 episodios - miniserie                 |
| 2002              | Wild West                           | Holly                   | 6 episodios                             |
| 2002              | Holby City                          | Alison McCarthy         | episodio "Lives Worth Living"           |
| 2001              | The Way We Live Now                 | Georgiana Longestaffe   | 4 episodios - miniserie                 |
| 2000              | Reach for the Moon                  | Cath Bird               | miniserie                               |
| 1999              | Aristocrats                         | Lady Louisa Lennox      | 4 episodios - miniserie                 |
| 1998              | Amongst Women                       | Sheila Moran            | 4 episodios - miniserie                 |
| 1997              | Trial & Retribution                 | Cathy Gillingham        | 2 episodios                             |

### Películas
| Año  | Película                | Personaje          | Notas |
| ---- | ----------------------- | ------------------ | --- |
| 2002 | Las Hermanas Magdalenas | Margaret           | junto con Nora-Jane Noone, Geraldine McEwan y Eileen Walsh                                                  |
| 2009 | Nowhere Boy             | Julia Lennon       | |
| 2013 | Circuito cerrado        | Melissa Fairbright | |
| 2014 | Before I Go to Sleep    | Claire             | junto a Nicole Kidman, Colin Firth, Mark Strong, Dean-Charles Chapman, Adam Levy, Deborah Rosan y Jing Lusi |
| 2015 | Suffragette             | Violet Cambridge   | |
| 2017 | On Chesil Beach         | Marjorie Mayhew    | |

### Narradora
| Año  | Programa                     | Notas       |
| ---- | ---------------------------- | ----------- |
| 2011 | Carmilla                     | radio drama |
| 2008 | Pop Britannia                | 3 episodios |
| 2007 | Kingdom of the Golden Dragon | radio drama |
| 2006 | The Queen at 80              | radio serie |
| 2004 | Jane Eyre                    | -           |

### Teatro
| Año  | Obra                   | Personaje       | Director (es)                 | Teatro                    | Notas                                                     |
| ---- | ---------------------- | --------------- | ----------------------------- | ------------------------- | --------------------------------------------------------- |
| 2015 | Husbands & Sons        | Lizzie Holroyd  | Marianne Elliott              | Dorfman Theatre           | junto a Joe Armstrong, Philip McGinley y John Biggins     |
| 2014 | Macbeth                | Lady Macbeth    | Jack O'Brien                  | Lincoln Center Theater    | junto a Ethan Hawke, John Glover y Daniel Sunjata         |
| 2013 | Strange Interlude      | Nina Leeds      | Simon Godwin                  | Lyttelton Theatre         | junto a Darren Pettie y Jason Watkins                     |
| 2012 | Berenice               | Berenice        | Josie Rourke                  | Donmar W. Theatre         | junto a Stephen Moore, Nigel Cooke y Dominic Rowan        |
| 2011 | Cause Célèbre          | Alma Rattenbury | Thea Sharrock                 | Old Vic Theatre           | junto a Niamh Cusack, Timothy Carlton y Freddie Fox       |
| 2007 | The Soldier's Fortune  | Lady Dunce      | David Lan                     | Young Vic Theatre         | junto a David Bamber, Ray Fearon y Oliver Ford Davies     |
| 2007 | St. Joan               | Joan of Arc     | -                             | Royal National Theatre    | junto a Brendan O'Hea, Oliver F. Davies y Paterson Joseph |
| 2005 | Days of Wine and Roses | Mona            | Peter Gill                    | Donmar W. Theatre         | junto a Peter McDonald                                    |
| 2002 | The Daughter-In-Law    | Minnie          | -                             | -                         | junto a Paul Hilton y Marjorie Yates                      |
| 2001 | A Doll's House         | Nora            | Polly Teale e Yvonne McDevitt | -                         | junto a Jude Akuwudike, Paterson Joseph y Pip Donaghy     |
| 1999 | Vassa                  | Lyudmila        | -                             | Almeida Theatre           | -                                                         |
| 1999 | Collected Stories      | Lisa            | Howard Davies                 | Haymarket Theatre         | junto a Helen Mirren                                      |
| 1997 | King Lear              | Cordelia        | Richard Eyre                  | Royal National Theatre    | junto a Timothy West, Paul Rhys, Finbar Lynch e Ian Holm  |
| 1996 | War and Peace          | Natasha         | Nancy Meckler y Polly Teale   | Shared Experience Theater | junto a Ronan Vibert, Helen Schlesinger y Richard Hope    |
| 1995 | Peter Pan              | Wendy           | -                             | West Yorkshire Theatre    | junto a John Padden y David Bamber                        |
| 1995 | La Grande Magia        | Amelia          | -                             | -                         | -                                                         |
| 1994 | The Mill on the Floss  | Maggie          | Nancy Meckler y Polly Teale   | Lyric Theatre             | junto a Simeon Andrews, Jonathan Cake y Simon Cox         |
| 1994 | Uncle Silas            | Maud Ruthyn     | Mike Alfreds                  | Cambridge Theatre         | junto a Terence Wilton, Sam Cox y Carolyn Johns           |

## Premios y nominaciones
| Año  | Categoría                                                                                   | Premio                              | Película/Serie/Obra     | Resultado |
| ---- | ------------------------------------------------------------------------------------------- | ----------------------------------- | ----------------------- | --------- |
| 2015 | Best Supporting Actress                                                                     | British Independent Film Award      | Suffragette             | Nominada  |
| 2015 | Best Female Images in a Movie (junto a Carey Mulligan, Helena Bonham Carter y Meryl Streep) | WFCC Award                          | Suffragette             | Ganaron   |
| 2015 | Women's Work/Best Ensemble (junto a Carey Mulligan, Helena Bonham Carter, Meryl Streep...)  | WFCC Award                          | Suffragette             | Ganaron   |
| 2013 | Best Actor - Female                                                                         | IFTA Award                          | Accused                 | Nominada  |
| 2006 | Best Actor Female                                                                           | RTS Television Award                | Shameless               | Nominada  |
| 2010 | Best Supporting Actress                                                                     | BAFTA Film Award                    | Nowhere Boy             | Nominada  |
| 2010 | Best Actress                                                                                | Empire Award                        | Nowhere Boy             | Nominada  |
| 2010 | Best Actress in a Supporting Role in a Film                                                 | IFTA Award                          | Nowhere Boy             | Nominada  |
| 2010 | Best Actress in a Supporting Role                                                           | Satellite Award                     | Nowhere Boy             | Nominada  |
| 2010 | Best Actress                                                                                | Evening Standard British Film Award | Nowhere Boy             | Nominada  |
| 2010 | British Supporting Actress of the Year                                                      | ALFS Award                          | Nowhere Boy             | Ganó      |
| 2009 | Best Suporting Actress                                                                      | British Independent Film Award      | Nowhere Boy             | Ganó      |
| 2008 | Best Actress in a Supporting Role in a Feature Film                                         | IFTA Award                          | Garage                  | Nominada  |
| 2008 | Best Actress                                                                                | BAFTA Cymru Award                   | The History of Mr Polly | Ganó      |
| 2008 | Best Actress                                                                                | Broadcasting Press Guild Award      | Shameless               | Ganó      |
| 2007 | Best Actress                                                                                | BAFTA Film Award                    | The Virgin Queen        | Nominada  |
| 2007 | Best Actress in a Lead Role in Television                                                   | IFTA Award                          | The Virgin Queen        | Nominada  |
| 2006 | Best Actress                                                                                | BAFTA Film Award                    | Shameless               | Nominada  |
| 2006 | Best Actor Female                                                                           | RTS Television Award                | Shameless               | Nominada  |
| 2005 | Best Actress                                                                                | BAFTA Film Award                    | Shameless               | Nominada  |
| 2005 | Best Actress in Television                                                                  | IFTA Award                          | Shameless               | Nominada  |
| 2004 | Best Actress in a TV Drama                                                                  | IFTA Award                          | Shameless               | Ganó      |
| 2004 | Outstanding Actress - Drama Series                                                          | Golden Nymph Award                  | Shameless               | Ganó      |
| 2002 | Television Films - Best Performance by an Actress                                           | Golden Nymph Award                  | Sinners                 | Ganó      |
| 2000 | Best Supporting Actress                                                                     | Laurence Olivier Theatre Award      | Collected Stories       | Nominada  |
| -    | Best Performance                                                                            | Ian Charleson Award                 | King Lear               | Nominada  |